# Adesmia bicolora
Adesmia bicolora es una especie de planta floral del género Adesmia, categorizada en la tribu Dalbergieae, de la subfamilia Faboideae.
Fue descrita por Jean Louis Marie Poiret y Augustin Pyrame de Candolle. Aparece registrada y publicada en una sección de la revista Annales des Sciences Naturelles; Botanique 4: 95 de 1825.

## Distribución
Especie nativa de Argentina, Brasil, Chile y Uruguay. Crece en el bioma subtropical.